# Margareta Nordqvist
Siv Margareta Nordqvist, född 25 maj 1953, är en svensk konstnär, författare och illustratör av barn- och ungdomsböcker, främst hästböcker. Hon är bosatt i Tobo utanför Tierp i Uppland.
Hon har studerat vid Västerås konstskola och Beckmans designhögskola (examen 1976). Hon har illustrerat böcker av Lin Hallberg (Bokserie om hästen ”Sigge”), Ulla Ståhlberg (Kort galopp, Amanda), Marie Louise Rudolfsson (Vitnos och vips), Charlotte Hage (Ring veterinären), Elisabeth Hjortvid (Klättra för Linda), Eva Jansson (Sanna och Jill), Inger Kullenberg (Skam den som ger sig, sa Magdalena) med flera.
I bokserien Djurkompisar har Nordqvist både skrivit och illustrerat över 15 böcker.